# Mark Carroll
Mark Carroll (* 15. ledna 1972 Cork) je bývalý irský atlet, běžec na střední a dlouhé tratě.

## Sportovní kariéra
V roce 1991 se stal juniorským mistrem Evropy v běhu na 5000 metrů. Mezi dospělými na této trati získal bronzovou medaili na evropském šampionátu v roce 1998. Největším úspěchem se pro něj stal titul halového mistra Evropy v běhu na 3000 metrů v roce 2000.